# HMS A13
HMS A13 je bila ena prvih podmornic Kraljeve vojne mornarice.
Bila je del skupine 2 razreda podmornic A, ki so se razlikovale od vodilne ladje, HMS A1. 
Bila je zgrajena v Vickersu, Barrow-in-Furness.